# Sydonia von Borck

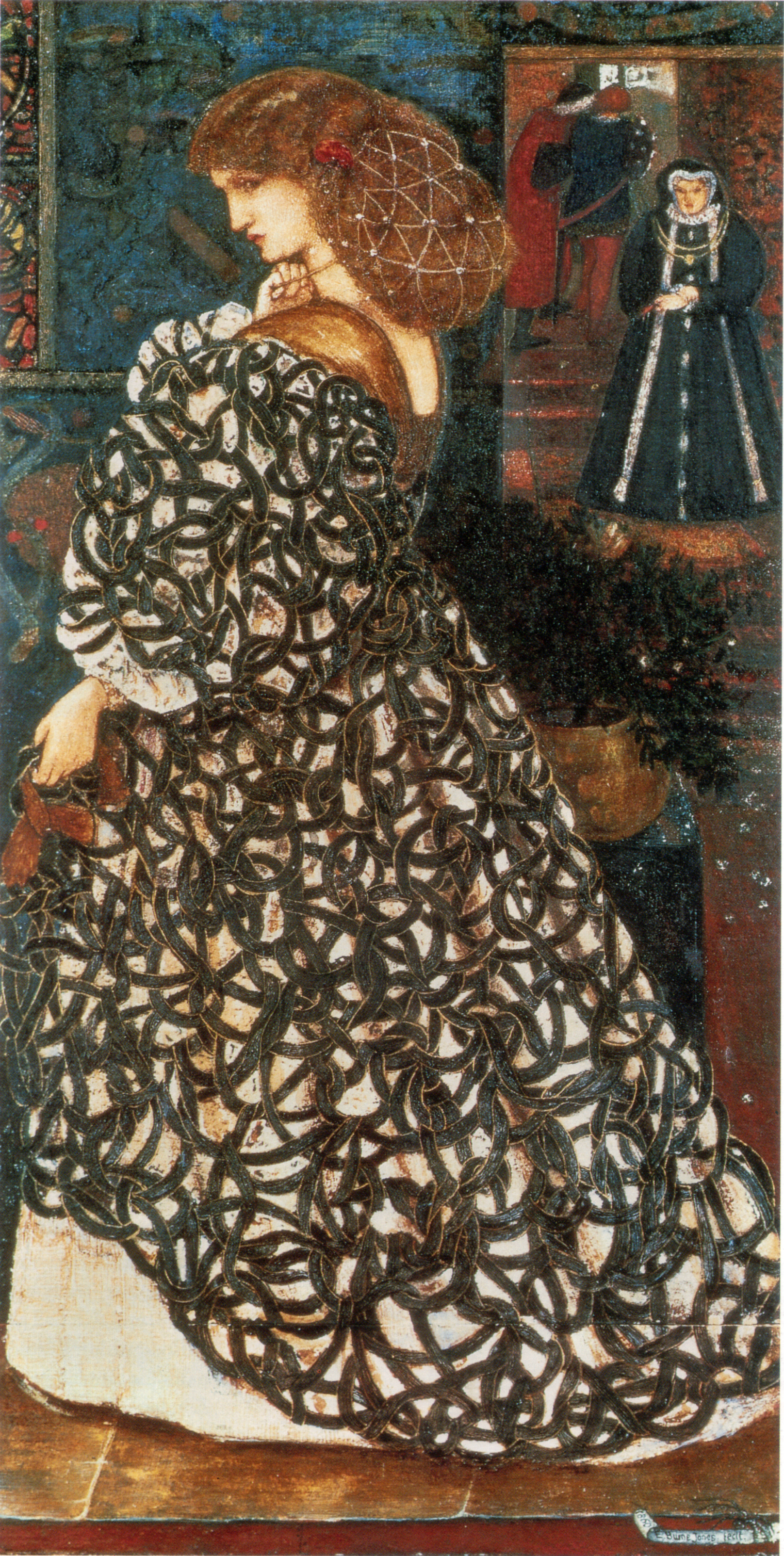
„Sidonia von Bork” według Edwarda Burne-Jonesa z 1860 roku

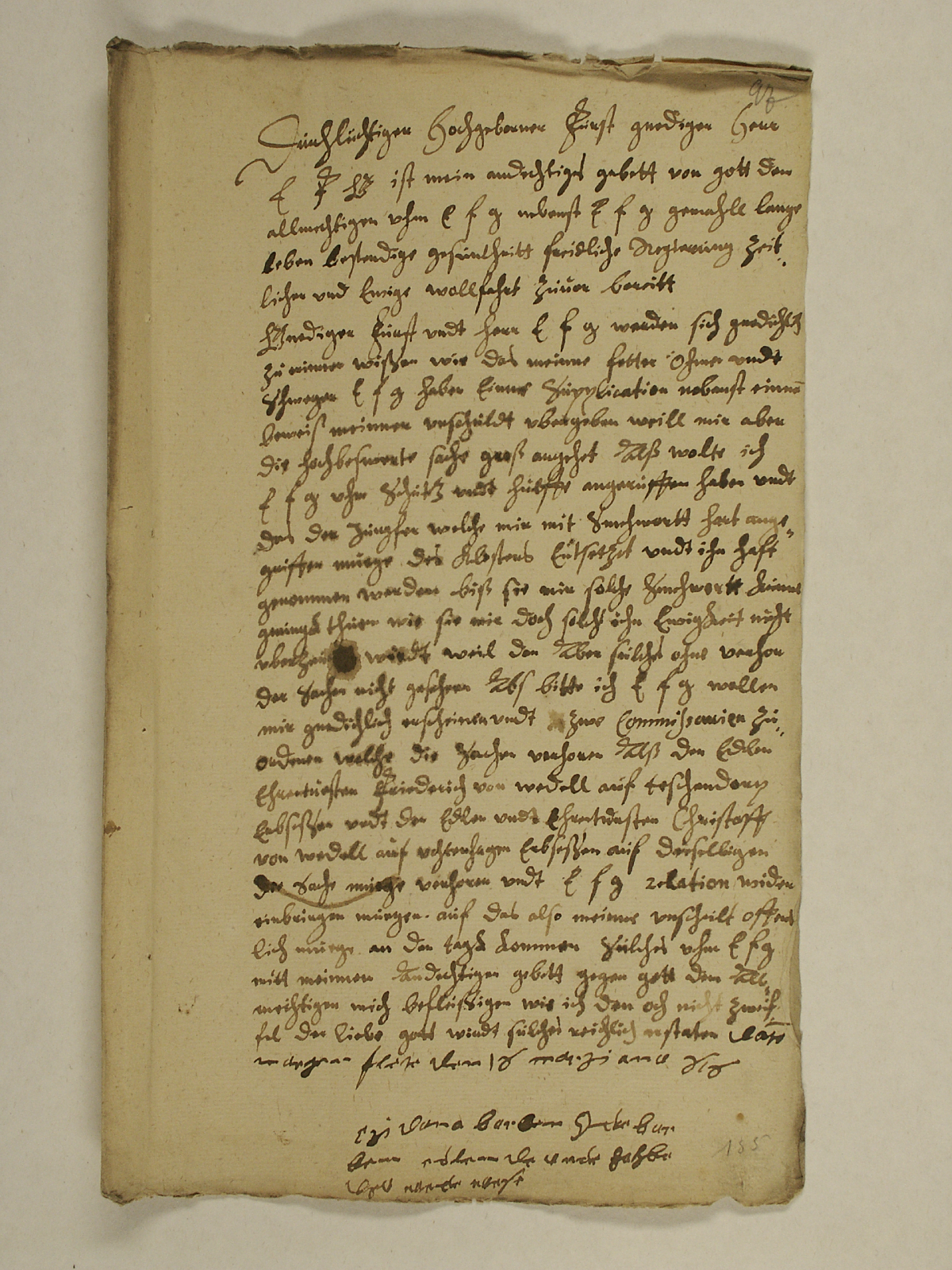
List Sydonii von Borck do księcia szczecińskiego Filipa II – skarga na współtowarzyszki w klasztorze w Marianowie (Archiwum Państwowe w Szczecinie, Archiwum Książąt Szczecińskich)

Sydonia von Borck (Sidonia von Borcke) (ur. 1548 w Strzmielach, zm. 19 sierpnia 1620 w Szczecinie) – szlachcianka, ścięta i spalona na stosie jako czarownica.

## Rodzinne Strzmiele i dwór Filipa I w Wołogoszczy
Była córką hrabiego Ottona Borcka (zm. 1551) i Anny von Schwiecheld (zm. 1568). Urodziła się na zamku w Strzmielach zw. Wilczym Gniazdem, który powoli popadał w ruinę i kilka lat po narodzinach Sydonii został czasowo opuszczony. Utrata oszczędności w 1572 roku na skutek upadku banku braci Loitzów tylko pogłębiła zły stan obiektu i problemy finansowe rodziny. Zamek ten był od XIII w. siedzibą rycerskiego rodu Borków. Pradziadkiem Sydonii był Matzko von Borck. Obdarzona nieprzeciętną urodą i zdolnościami, rozpieszczana przez ojca i matkę jako najmłodsza z trójki dzieci, wychowywała się w przeświadczeniu, że jest najpiękniejszą na Pomorzu.
Mieszkała na dworze księcia Filipa I w Wołogoszczy i została dwórką księżnej Amelii saskiej. Przyjęła oświadczyny syna księcia – Ernesta Ludwika. Do ślubu jednak nie doszło, gdyż książę pod naciskiem rodziny wycofał się z obietnicy i w 1577 ożenił się z Zofią Jadwigą Brunszwicką.

## Wędrówka z domu brata Ulricha do klasztoru w Marianowie
Sydonia wyjechała z Wołogoszczy, osiadła w Strzmielach i wraz z siostrą Dorotą (zm. 1600) trafiła pod opiekę niechętnego im brata Ulricha. Wymusił na siostrach zrzeczenie się praw majątkowych po rodzicach (spadek obejmował pobliskie wsie, Siedlice i Rogowo). Gdy w 1569 Ulrich ożenił się z Otylią von Dewitz, siostry, nie mogąc porozumieć się z bratową, opuściły popadający w ruinę zamek w Strzmielach, brat zaś, nękany przez wierzycieli, zamieszkał w zamkowym młynie wodnym Mühlenstrom. W 1570 decyzją księcia pomorskiego Jana Fryderyka prawnymi opiekunami sióstr Borcke zostali Martin i Hasso von Wedel.
Dalsze losy Sydonii to ciągłe procesy sądowe, począwszy od dochodzenia spadku po rodzicach, a potem po siostrze, liczne zatargi i konflikty z sąsiadami, w końcu proces o czary. Początkowo zamieszkała w Szczecinie, gdzie została wciągnięta w proces o zniesławienie księcia Jana Fryderyka oraz malwersacje finansowe. Potem mieszkała kolejno w Stargardzie, Krępcewie, Chociwlu, Resku i Marianowie. Dwukrotnie traciła majątek w wyniku pożaru domów w Stargardzie i w Resku. Z akt sądowych wynika, że od młodości nie miała stałego miejsca zamieszkania, była konfliktowa i agresywna. Początkowo przyjaźni jej sędziowie stawali się coraz mniej przychylni. Nie udało się jej uzyskać spadku po siostrze, stale miała kłopoty finansowe, była prześladowana przez ludzi najprawdopodobniej nasyłanych przez brata. Aby wymusić na bracie wypłatę posagu, postanowiła wyjść za mąż. Miała co najmniej 15 narzeczonych, nawet będąc w podeszłym wieku, do ślubu jednak nie doszło.
W 1604 na wniosek krewnych została przyjęta do klasztoru w Marianowie. Z racji wieku została zastępczynią przełożonej, lecz po roku pozbawiono ją funkcji. Uznano ją za konfliktową i zgryźliwą. Wszczynała liczne procesy sądowe i przysparzała sobie coraz więcej wrogów.
Coraz częściej odgrażała się ludziom, wiele jej przepowiedni się sprawdzało. Otaczała się zwierzętami, kontaktowała z zielarkami, interesowała się właściwościami ziół, udzielała porad lekarskich. Wynikiem tego została oskarżona o czary – po raz pierwszy w 1612. Najpoważniejszym z zarzutów było oskarżenie o rzucenie klątwy na rodzinę książąt pomorskich z rodu Gryfitów – po rozstaniu z Ernestem Ludwikiem miała przepowiedzieć, że nie minie 50 lat, jak ród księcia wyginie. Uznano to za przestępstwo polityczne, zwłaszcza w kontekście niewyjaśnionych zgonów kolejnych książąt. Ostatni – Bogusław XIV – zmarł bezpotomnie w 1637.

## Uwięzienie, proces i śmierć
W 1619 Sydonię osadzono w więzieniu na zamku Oderburg w Grabowie. W wyniku nieuczciwego procesu, w którym zeznawało przeciwko niej ok. 50 świadków, m.in. jej opiekunowie prawni, oskarżono ją z 74 artykułów o trucicielstwo, czary, obcowanie ze złymi duchami. Długo utrzymywała dobrą formę – rozsądnie odpowiadała na zarzuty. Pogrążyły ją tortury i zeznania świadków, zwłaszcza zielarki Wolde Albrechts, którą uznano za czarownicę. Sydonia na torturach przyznała się do zarzucanych czynów. W 1620 uznano ją winną śmierci dziewięciu osób i skazano na ścięcie mieczem. Wyrok wykonano 19 sierpnia za murami miejskimi, przy Bramie Młyńskiej. Jej ciało spalono na stosie i pogrzebano na średniowiecznym cmentarzu biedoty, który znajdował się w miejscu współczesnej ulicy Sowińskiego.

## Upamiętnienie
Kilkadziesiąt lat po śmierci Sydonii Borck piszący o niej dowodzili jej niewinności. Chętnie powielano jej wizerunek. Stała się bohaterką poczytnych romansów i legend. Jest jedną z najbardziej popularnych postaci pomorskiej literatury i malarstwa. Jej losy są związane z dziejami Pomorza – jego rozbioru i upadku po śmierci księcia Bogusława XIV.
Przyjął się zwyczaj, że w rocznicę jej śmierci członkowie Szczecińskiego Towarzystwa Historycznego składają kwiaty w pobliżu miejsca jej stracenia.
W 2010 polski zespół heavymetalowy Crystal Viper umieścił na swym albumie studyjnym „Legends” utwór poświęcony Sydonii zatytułowany „Sydonia Bork”. Losy Sydonii i jej portretów są jednym z wątków debiutanckiej powieści Leszka Hermana pt. „Sedinum. Wiadomość z podziemi”. Postać ta pojawia się także w powieści „Życie i przygody Remusa”.
W 2023 Elżbieta Cherezińska wydała książkę „Sydonia. Słowo się rzekło”, w której główną bohaterką jest Sydonia von Bork. W tym samym roku książka została wybrana Książką roku 2023 w kategorii "Powieść historyczna" przez czytelników portalu lubimyczytać.pl.